# Alto Garças
Alto Garças é um município brasileiro do estado de Mato Grosso. Localiza-se a uma latitude 16º56'38" sul e a uma longitude 53º31'41" oeste, estando a uma altitude de 754 metros. Sua população estimada em 2022 era de 13.052 habitantes. Possui uma área de 3672,22 km².

## Nome
O município recebeu este nome pelo fato do Rio Garças ter as suas nascentes dentro do território municipal, fato importante para o desenvolvimento da sua sociedade e economia.

## História
O município possui origem recente, a exploração de suas terras e a sua consequente formação populacional está intrinsecamente ligada à atividade garimpeira, que começou a se desenvolver na região em 1919, com a chegada dos primeiros garimpeiros, desejosos de encontrar diamantes na região.
Entretanto, o desenvolvimento do município, que passou pela denominação de São Vicente do Bonito, São Vicente e finalmente, Alto Garças, não se ateve à extração mineral, mas se baseou também no florescimento da agropecuária, que proporcionou um grande impulso à região que a mantém até os dias atuais.
Em 3 de fevereiro de 1933, o município tornou-se distrito do município de Santa Rita do Araguaia. Durante este período, desenvolveu-se largamente, mas por pouco tempo, devido a um incidente latifundiário, que provocou o êxodo da sua população e, consequentemente, a estagnação de seu desenvolvimento.
Desta forma, mediante a Lei n.º 1660, de 10 de dezembro de 1953, Alto Garças se tornou um município.

## Política

### Poder Executivo
O atual prefeito de Alto Garças é Junior Pitucha e o atual vice-prefeito é Zé Milton, ambos do Partido Liberal (PL).

### Poder Legislativo
A Câmara Municipal de Alto Garças tem 9 vereadores, sendo eles, atualmente, Alan Jordão (Partido Socialista Brasileiro), eleito com 498 votos, Selma Lobo (REP), 461 votos, Fabinho (PL), 413 votos, Juninho Cipó (REP), 353 votos, Badu (PRD), 350 votos, Kiki (PL), 327 votos, Pim Pim (REP), 321 votos, Neguinho do Lava-Jato (UNIÃO), 311 votos, e João do Bideco (PL), 253 votos.

## Economia
A economia de Alto Garças se baseia como sementeiro do Estado de Mato Grosso. Dentre seus principais representantes destacam-se a Cerealista Adriana, Sementes Arco Íris, Sementes São Jerônimo, Sementes São Lourenço e Sementes Girassol. Além da produção de sementes e grãos, destaca-se também pela pecuária e extensa área florestal. Localiza-se a 43 quilômetros do terminal ferroviário da ALL e a 353 km de Cuiabá. A região possui muitos rios e cachoeiras, além das nascentes dos Rios Garças e Itiquira.

## Alto-garcenses ilustres
- Vanessa da Mata, cantora, compositora e escritora brasileira;
- Guti Fraga, ator, preparador de elenco, diretor de teatro brasileiro e ex-presidente da Fundação Nacional de Artes (Funarte).

## Últimos prefeitos eleitos
| Ano  | Prefeito            | Partido      | Votos | %     | Ref    |
| ---- | ------------------- | ------------ | ----- | ----- | ------ |
| 2004 | Junior Pitucha      | PFL          | 3.173 | 58,47 | [ 17 ] |
| 2008 | Roland Trentini     | DEM          | 2.727 | 48,91 | [ 18 ] |
| 2012 | Junior Pitucha      | PR           | 2.941 | 49,21 | [ 19 ] |
| 2016 | Professor Claudinei | DEM          | 3.295 | 55,25 | [ 20 ] |
| 2020 | Professor Claudinei | Republicanos | 4.404 | 71,02 | [ 21 ] |
| 2024 | Junior Pitucha      | PL           | 3.871 | 56,33 | [ 22 ] |